# جو هاريس (رياضياتي)
جو هاريس (بالإنجليزية: Joe Harris)‏ هو رياضياتي أمريكي، ولد في 17 أغسطس 1951.